# كوفي كينغستون
كوفي كنغستون (بالإنجليزية: Kofi Kingston)‏ ولد في 14 أغسطس 1981 .

## بدايته
وقال انه لأول مرة رسميا في المصارعة عام 2006، عندما واجه ايفان Siks في 4 حزيران انه تنافس في المقام الأول في منطقة نيو انغلاند، بما في ذلك يحترف في التحالف الوطني المصارعة—نيو انغلاند، اتحاد المصارعة للألفية، نيو إنجلاند بطولة المصارعة، وتحالف شرق المصارعة، والمصارعة ألبوم وفي سبتمبر 2006، وقع عقدا مع ووي التنموية وأسندت إلى أعماق الجنوب المصارعة (DSW)، ومقرها جورجيا التنموية الاتحاد لأول مرة وهو في الشركة الجديدة، كما Nahaje كوفي كينغستون، في خسارة مباراة مظلمة لمونتل Vontavious بورتر في 21 سبتمبر. بالنسبة لبقية عام 2006 وبداية عام 2007، وبدا أنه في DSW، وكذلك في ولاية كنتاكي على تعزيز شقيقة المصارعة وادي أوهايو، حيث كان كان في فريق علامة يطلق عليها اسم «رابطة اتصال» مع هاري سميث. وفي عام 2005، تحت اسم عصابة «كينجسون Nahaje كوفي»، أنه تعرض لأول مرة إلى قائمة ووي الرئيسي، عندما عملت الظلام مباريات يوم 5 مارس و 26 حلقات من قبل الخام ضد هاس تشارلي وتريفور مردوخ، على التوالي. وعندما عاد إلى الاتحادات التنموية، وقال انه تقصير اسمه الأصلي لخاتم «كوفي كينغستون»، واستمرت في استخدام كل من أسماء خاتم طوال فترة وجوده هناك. هو أيضا عمل الأحداث الحية، وهزم شيلتون بنجامين يوم 5 مايو، وفال فينيس يوم 6 مايو.
عندما ومقرها ولاية فلوريدا إقليم التنموية، فلوريدا بطولة المصارعة، وافتتح في يونيو، نقلت كينغستون هناك، والتي تظهر في المعرض لأول مرة يوم 26 يونيو انظم مع بيريز ضد اريك ووكر وكيث ستيفنس Rycklon في جهد خاسرة. وعملت هناك لمدة كينغستون معظم ما تبقى من السنة

## عداوة مع راندي أورتن (2009-2010)
كينغستون في المباراة ضد جاك التبختر وميز و.
خلال حقوق التفاخر ووي، جادل كينغستون وزميله الخام كودي رودز حول كينغستون أخذ الخسارة في مباراته. نتيجة لذلك، عندما ركض كينغستون رودز وتيد ديبياسي يتدخلون بالنيابة عن راندي أورتن مباراة له خلال بطولة ووي، خارجا مع كرسي ورودس وديبياسي طارد للخروج من الساحة. سوف تخسر في النهاية أورتن في المباراة. في طبعة 26 أكتوبر من الخام، كينغستون بدأ عداوة مع أورتن، كما يعتقد كينغستون اورتون كلفه بطولة ووي. بعد كينغستون هزم كريس أريحا، وجاء من وراء اورتون وهاجم كينغستون، وتنتهي مع أورتن رمي كينغستون على الجانب المنحدر المدخل. في وقت لاحق من تلك الليلة، ودمرت كينغستون سيارة أورتن.
وفي الطبعة 16 نوفمبر من الخام، كينغستون حفظ الضيف المضيف «صاخب» رودي بايبر من اعتداء من قبل أورتن، وأجرى في وقت لاحق إسقاط بوم من السكك الحديدية في الحشد على أورتن، وإرسال أورتن من خلال الجدول. [41] كينغستون ذهب ليقود فريقه سلسلة الناجي إلى الفوز على فريق أورتن، حيث انه كان الناجي الوحيد، آخر القضاء على اورتون. وفي الطبعة 30 نوفمبر من الخام، وكان من المقرر كينغستون لوجه أورتن في واحد على مباراة واحدة فقط للاعتداء من الخلف من قبل وديبياسي رودس. على الرغم من الاعتداء، وتمنى كينغستون لا يزال يواصل، وهزم أورتن بسرعة وفي الأسبوع التالي، فاز كينغستون اورتون في مباراة العودة حيث الضيف المضيف مارك كوبان، الذي كان له ضغينة ضد أورتن لقاء بينهما منذ سلسلة الناجي في عام 2003 عندما قدم أداء أورتن ركو عليه، كينغستون العد السريع.
ثم أعلن انه مع فوز واحد لكل منهما، وهما سيواجه مرة أخرى في TLC : جداول، سلالم وكراسي هزم أورتن كينغستون في هذا الحدث في الحلقة 28 ديسمبر من الخام، أورتن تدخلت في مباراة كينجستون. لبطولة الولايات المتحدة، مما أدى إلى استمرار الخصومة بينهما. في طبعة 4 كانون الثاني من الخام، ومرة أخرى هزم أورتن كينغستون. وفي الأسبوع التالي في 11 يناير، كينغستون سينافس اورتون وجون سينا في الثلاثي المباراة مع الفائز تهديد يواجه شيمس لبطولة WWE في الدمدمة الملكي. أورتن فاز في نهاية المطاف في المباراة التي تعلق كينغستون. في طبعة 1 فبراير من الخام، كينغستون فاز في مباراة التأهل بفوزه على عرض كبير عبر تنحية للتقدم إلى مباراة بطولة WWE دائرة القضاء في حال القضاء دائرة الافتتاحية. كينغستون، ومع ذلك، فشل في الفوز بعد القضاء عليه من خلال شيمس. على طبعة 22 مارس من الخام، فاز فلاديمير كوزلوف كينغستون في التأهل من أجل المال في البنك سلم المباراة في السادس والعشرين ريستليمانيا. في هذا الحدث ومع ذلك، كان كينغستون ناجحة كما كان فاز في مباراة الذهاب التي كتبها جاك التبختر.

## سماكدوون وبطل القارات (2010-2011)
كينغستون

## العودة إلى الراو، (2011 إلى الوقت الحاضر)
كينغستون في المال الخام في الضفة سلم المباراة.
في 26 نيسان 2011، تمت صياغته كينغستون إلى العلامة التجارية الخام كجزء من مشروع إضافي 2011. وفي 1 مايو، فاز كينغستون شيمس في مباراة طاولات في القواعد المتطرفة لكسب ولايته الثانية بطولة الولايات المتحدة، في عملية إعادة اللقب إلى الخام. في طبعة 13 يونيو من الخام، ومنحت ستون كولد ستيف أوستن دولف زيغلر مباراة البطولة ضد كينغستون. المهينة في الكابيتول ووي، خسر اللقب لكينغستون زيغلر تستخدم كينغستون له مباراة العودة في السلطة شرط للطبعة الشعبية في 2 خارج شلالات المباراة 3، والتي كان فاز بها تنحية زيغلر والإبقاء على الولايات المتحدة البطولة. شارك في المال الخام في الضفة مباراة سلم في المال عام 2011 في الضفة الدفع لكل عرض. ولم يوفق. حصل في الليلة التالية، وقال انه كان في هذه البطولة لايجاد ووي بطل جديد، وصولا إلى الدور الثاني بعد فوزه على البرتو ديل ريو كنه تعرض للضرب من قبل وميزوالولايات المتحدة بطلة، regin الثانية.
يوم 26 أبريل، وذلك كجزء من مشروع ووي 2010، تمت صياغته لهذه العلامة التجارية كينغستون سماكدوون. في مباراة أول مباراة له مع العلامة التجارية، وهزم كريس أريحا. وفي الحلقة التالية من سماكدوون، كان دخل كينغستون في البطولة أربعة لاعبين لبطولة القارات شاغرا بعد ماكنتاير درو قد تم تجريده من اللقب في وقت سابق في المعرض. ذهب إلى هزيمة دولف زيغلر في المباراة الأولى من البطولة. كريستيان هزم كودي رودس في المباراة الثانية. ونتيجة لذلك، واجه كينغستون وهزم المسيحية في نهائيات البطولة للفوز على ما يبدو له بطولة القارات الثانية على حلقة من سماكدوون 14 مايو. ومع ذلك، بعد لحظات، وجاء ماكنتاير خارجا مع الرسالة التي وقعها فينس ماكماهون، قائلا ان ثيودور لونغ كان غير مسؤول وإيذاء سلطته. وذكرت الرسالة أيضا أن أعيد ماكنتاير إلى قائمة نشطة وكينغستون الذي تم تجريده من بطولة انتركونتيننتال، والذي عاد إلى ماكنتاير (52).
وأعلن في وقت لاحق على أن WWE.com كينغستون سيواجه ماكنتاير على اللقب في أكثر من الحد المسموح به. في هذا الحدث، فاز كينغستون ماكنتاير للفوز رسميا بطولة القارات له الثاني. وفي 1 حزيران، أعلن مايكل لمعلمه كينغستون McGillicutty على الموسم الثاني من NXT ووي. في الحلقة 18 يونيو من سماكدوون، كان وأعلن أنه في الطريق 4 فادح، كوفي ستدافع عن بطولة القارات ضد ماكنتاير درو. في هذا الحدث، فاز كينغستون ماكنتاير للاحتفاظ باللقب. يوم 18 يوليو في المال في البنك، كما لم تنجح كينغستون كين أمسك حقيبة للفوز سماكدوون المال في البنك سلم المباراة. وسماكدوون التالية، فقدت كينغستون لزيغلر دولف في مباراة غير عنوان.
في الحلقة 30 من يوليو تموز سماكدوون، كينغستون تواجه زيغلر في مباراة لكنه خسر عن طريق تنحية، مما أدى إلى زيغلر كسب مباراة اللقب. وفي الحلقة 6 آب من سماكدوون، فاز زيغلر كينغستون للفوز في بطولة القارات. حصلت كينغستون إعادة مباراة له على اللقب في Summerslam 15 أغسطس، والتي انتهت في أي مسابقة بعد أن تدخلت نيكزس. في الحلقة 20 آب من سماكدوون، واجه كينغستون زيغلر مرة أخرى لبطولة انتركونتيننتال بفوزه زيغلر بالإبطال، ولكن القاعدة، زيغلر الاحتفاظ له بطولة القارات.
وفي الأسبوع التالي، واجهت كينغستون زيغلر مرة أخرى لبطولة القارات مع قبل المباراة الشرط أنه إذا كان ينبغي تنحيته زيغلر عنوان سيغير اليدين. تدخلت فيكي غيريرو خلال المباراة وحصل على زيغلر عدها من ذلك العنوان لم يتغير. في ليلة الابطال، زيغلر مرة أخرى واجهت كينغستون مع بطولة القارات على خط مع النص على أنه إذا ما تم احتساب دولف إما الخروج أو استبعاد أن كوفي سيفوز باللقب. انتهت دولف زيغلر حتى الفوز في المباراة pinfall والاحتفاظ باللقب مرة أخرى. في طبعة من سماكدوون 15 أكتوبر، فاز كينغستون درو ماكنتاير لكسب مكان في الفريق المنافس في سماكدوون حقوق التفاخر. في عرض الدفع لكل، ظهرت سماكدوون فريق كعلامة متفوقة مع الحافة ويتم ري ميستيريو الناجين النهائي. انه لا يزال هزم ضد البرتو ديل ريو.
في طبعة من سماكدوون 3 ديسمبر، فاز جاك كينغستون التبختر ليصبح المنافس رقم واحد لبطولة القارات لكنها فشلت في استعادة اللقب عندما هاجم كوفي التبختر خلال المباراة. في TLC : جداول، سلالم وكراسي، وتنجح في كينغستون يدعي لقب انتركونتيننتال ضد التبختر وزيغلر في مباراة وسلم كما هو والتبختر unhooked الحزام لكنه انخفض إلى حصيرة وزيغلر أمسك به والاحتفاظ باللقب.
في طبعة 2011 في 7 يناير، من سماكدوون، فاز كينغستون زيغلر دولف ليصبح بطل القارات للمرة الثالثة. مباشرة بعد المباراة، القائم بأعمال المدير العام فيكي غيريرو أمر استدعاء زيغلر له مباراة العودة على الفور شرط. بعد ضرب المتاعب في الجنة، فاز كينغستون زيغلر مرة أخرى للاحتفاظ بلقبه فاز حديثا.
بعد استخدام المتاعب في الجنة على البرتو ديل ريو في الفوز في المباراة ضد فريق بطاقة كين والبرتو ديل ريو مع ري ميستيريو على جنبه على 28 يناير الحلقة على WWE سماكدوون! كوفي ثم بدأ عداء مع البرتو ديل ريو بعد العديد من الهجمات. منعت حتى البرتو ديل ريو كوفي كينغستون في الفترة من qualifting لدائرة القضاء. في الحلقة 11 فبراير من سماكدوون!، واجه كوفي كينغستون البرتو ديل ريو في مباراة الفردي ولكن في النهاية فاز البرتو ديل ريو كوفي كينغستون بعد tapout مع قواطع ذراع الصليب. في 19 فبراير، البرتو ديل ريو تدخلت أيضا في المباراة ضد كوفي كينغستون وميز الذي ميز وون. واجهوا بعضهم البعض في نهاية المطاف من جديد في نوبة غير العنوان في دائرة القضاء والتي فاز بها ديل ريو.
يوم 22 مارس في tapings للطبعة 25 مارس من سماكدوون، كينغستون خسر بطولة القارات لويد باريت. وفي الطبعة 1 أبريل من سماكدوون، كينغستون إعادة مباراة له ضد فاز واد باريت بالإبطال. بعد أن أصيب فلاديمير كوزلوف على يد وCorre، وقد اختير خلفا كينغستون كوزلوف في مباراة فريق بطاقة رجل eight تنطوي كوفي، كين، عرض كبير وسانتينو ماريلا مقابل Corre في ريسلمانيا 27، الفريق الذي فاز في كينغستون

## البطولات والانجازات في الwwe
- بطل دبليو دبليو أي للقارات 4 مرات.
- بطل دبليو دبليو أي الولايات المتحدة 3 مرات.
- بطل الفرق الثنائية مرتين مرة مع ايفان بورن وأخرى مع آر تروث.
- بطل العالم للفرق 5 مرات 4 منهم مع النيو داي وواحدة مع سي أي ام بانك
- بطل دبليو دبليو أي للوزن الثقيل

## روابط خارجية
- كوفي كينغستون على موقع IMDb (الإنجليزية)
- كوفي كينغستون على موقع قاعدة بيانات الفيلم (الإنجليزية)
- كوفي كينغستون على موقع دبليو دبليو إي (الإنجليزية)
- كوفي كينغستون على موقع WrestlingData.com (الإنجليزية)
- كوفي كينغستون على موقع CageMatch worker (الإنجليزية)
- كوفي كينغستون على موقع قاعدة بيانات المصارعة على الإنترنت (الإنجليزية)
- كوفي كينغستون على موقع عالم المصارعة على الإنترنت (الإنجليزية)
- كوفي كينغستون على موقع عالم المصارعة على الإنترنت (الإنجليزية)